# Dicranoweisia papuana
Dicranoweisia papuana är en bladmossart som beskrevs av Hugh Neville Dixon 1943. Dicranoweisia papuana ingår i släktet snurrmossor, och familjen Dicranaceae. Inga underarter finns listade i Catalogue of Life.